# غياث آباد (مقاطعة ديواندرة)
غياث‌آباد (بالفارسية: غیاث‌آباد) هي قرية تقع في منطقة مركزية ريفية في إيران. يقدر عدد سكانها بـ 269 نسمة .